# Kakariki modrokřídlý
Kakariki modrokřídlý, nebo také kakariki tmavohlavý (Cyanoramphus ulietanus), je vyhynulý druh papouška z čeledi alexandrovití (Psittaculidae) a rodu kakariki (Cyanoramphus). Šlo o endemitní druh ostrova Raiatea ve Francouzské Polynésii.

## Popis
Kakariki modrokřídlý dosahoval velikosti asi 27 cm. Zbarvení bylo na svrchní straně těla sytě olivově zelené, se šedohnědým lemováním jednotlivých pírek; lidskému pozorovateli se mohlo zdát peří jakoby strakaté. Kostřec byl tmavě karmínový, letky a ocasní pera tmavá. Spodní strana těla se pohybovala ve žlutých odstínech, opět s lemováním jednotlivých pírek. Hlava měla zbarvení černohnědé, s tmavě modrým zobákem.

## Biologie
Jednalo se o endemitní druh ostrova Raiatea v dnešní Francouzské Polynésii. Raiatea má rozlohu asi 238 km² a je součástí Společenských ostrovů. Kakariki modrokřídlý byl nejspíše druh místních lesů, které na souostroví v 18. století převládaly. Nicméně vzhledem k tomu, že byl pták vyhuben brzy po svém objevení, o jeho chování a ekologii nezůstaly dnešním vědcům žádné informace.
Výskyt papoušků rodu kakariki je soustředěn především na Nový Zéland, asi 3220 km na jihozápad od Společenských ostrovů. Společně s kakarikim modrokřídlým obýval Společenské ostrovy i kakariki tahitský (Cyanoramphus zealandicus), jenž žil na ostrově Tahiti, vzdáleném asi 320 km od Raiatey. Oba druhy zřejmě pocházejí z jedné kolonizační události Společenských ostrovů.

### Vyhynutí
Kakariki modrokřídlý byl pozorován nejspíše pouze jednou, a to v 70. letech 18. století. Příčiny vyhynutí nejsou uspokojivě objasněny, Mezinárodní svaz ochrany přírody (IUCN) se přiklání k tomu, že nejspíše představovalo důsledek mýcení původních ostrovních lesů, lovu či predace ze strany zavlečených druhů, jako u mnohých jiných endemitních ostrovních druhů. Anglický spisovatel Errol Fuller, jenž se ve svých odborných knihách soustředí na problematiku lidmi vyhubených zvířat, poukazuje na vágní tvrzení od jistého D. Daye z roku 1981, jenž prohlásil, že kakariki modrokřídlý možná stále přežívá. Tyto informace však nebyly spolehlivě potvrzeny a Fuller je o několik let později oznáčil za pouhou fámu.

## Historie
Zatímco příbuzný kakariki tahitský byl v průběhu historie pozorován západními přírodovědci a sběrateli několikrát, všechny známé vzorky kakarikiho modrokřídlého byly zřejmě uloveny při jediné příležitosti družinou kapitána Jamese Cooka. Pouhé dva vzorky s největší pravděpodobností získal v roce 1773 nebo 1774 německý přírodovědec Georg Forster, jenž se zúčastnil druhé plavby Jamese Cooka. Není nicméně vyloučena ani možnost, že oba dva vzorky pocházejí až ze třetí objevné plavby, která na ostrově Raiatea kotvila od listopadu 1777. Jako nepravděpodobný se ukazuje alespoň původ z první plavby Jamese Cooka z podzimu 1768, protože podle dobových záznamů se k posádce chovali místní domorodci velmi nepřátelsky, a průzkum ostrova proto nebyl dobře proveditelný.
Jeden ze vzorků je dnes uložen v Natural History Museum v Tringu a nese kódové označení UKNHM 21.R.28.1.84. Původně byl součástí sbírek Sira Josepha Bankse. Druhý vzorek, jenž s největší pravděpodobností představuje holotypový exemplář, získal Sir Ashton Lever, jenž se proslavil sestavením impozantní londýnské přírodovědné a etnografické sbírky z cest Jamese Cooka. Roku 1806 byla Leverova sbírka postupně rozprodána v dražbě, exemplář kakarikiho připadl císařským sbírkám ve Vídni. Dnes je uložen v místním Přírodovědném muzeu, kde nese kódové označení NMW 50.687.